# Gerard le Heux
Gerard Willem le Heux (Deventer, 7 de mayo de 1885-La Haya, 8 de junio de 1973) fue un jinete neerlandés que compitió en la modalidad de doma. Participó en dos Juegos Olímpicos de Verano en los años 1928 y 1936, obteniendo una medalla de bronce en Ámsterdam 1928 en la prueba por equipos.

## Palmarés internacional
| Juegos Olímpicos | Juegos Olímpicos         | Juegos Olímpicos  | Juegos Olímpicos |
| Año              | Lugar                    | Medalla           | Categoría        |
| ---------------- | ------------------------ | ----------------- | ---------------- |
| 1928             | Ámsterdam (Países Bajos) | Medalla de bronce | Por equipos      |